# Karl Doppler

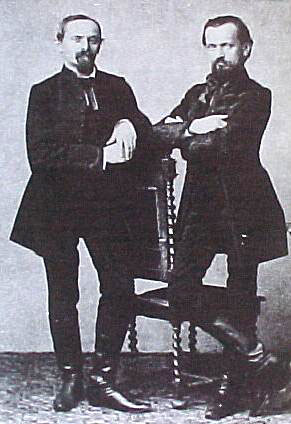
Karl Doppler (rechts)

Karl Doppler (Lemberg (nu Lviv geheten) (Polen, nu Oekraïne), 12 september 1825 - Stuttgart, 10 maart 1900) was net als zijn broer Franz Doppler een fluitvirtuoos, dirigent en componist. 
Tot 1865 was Karl Doppler muzikaal leider van het theater in Boedapest, daarna hofkapelmeester in Stuttgart. 
Hij schreef een aantal Hongaarse opera's (onder ander A gránátos tábor, 1853), muziek voor Hongaars volkstoneel, een verzameling Hongaarse volksdansen, koorwerken en samen met zijn broer Franz muziek voor twee fluiten en piano. 
Ook Karls zoon Árpád Doppler was componist.
- Bibsys: 7064775
- Bibliothèque nationale de France: cb13893369b (data)
- Catàleg d'autoritats de noms i títols de Catalunya: 981061060153506706
- CiNii: DA11749794
- Gemeinsame Normdatei: 116180110
- International Standard Name Identifier: 0000 0000 8387 6489
- Library of Congress Control Number: n85069217
- MusicBrainz: ae8620b8-fc84-4a69-8611-ea6dee738e83
- Nationale Bibliotheek van Tsjechië: xx0155080
- Nationale Bibliotheek van Israël: 987007436433005171
- Nationale Bibliotheek van Polen: a0000003605180
- Nederlandse Thesaurus van Auteursnamen: 299154092
- Réseau des bibliothèques de Suisse occidentale: 02-A003187199
- SNAC: w6rj4rd5
- Système universitaire de documentation: 176694617
- Virtual International Authority File: 61731572
- WorldCat: E39PBJx4khRMFhMKvpwJX3cVmd